# Reine Wisell
Reine Tore Leif Wisell, född 30 september 1941 i Motala, död 20 mars 2022 i Pattaya, Thailand, var en svensk racerförare. Han var aktiv inom Formel 1 åren 1970–1974.

## Racingkarriär
Reine Wisell började sin karriär i en Mini Cooper 1962 och gick vidare till Formel 3 där han blev svensk mästare 1967. Efter det följde tävlingar med sportvagnar, bland annat Le Mans 24-timmars, och Formel 2, där loppet i Monaco 1969 öppnade vägen till Formel 1 – både för Wisell och för Ronnie Peterson.  Wisell körde formel 1 i början av 1970-talet. Han fick hoppa in i Lotus, som ersättare för Jochen Rindt, som förolyckats i Italien 1970. Han debuterade på Watkins Glen i USA 1970 som andreförare bakom Emerson Fittipaldi. Wisell kom trea, vilket var han bästa enskilda resultat under karriären. Säsongen 1971 fortsatte Wisell att köra för Lotus tillsammans med Fittipaldi. Han slutade då tolva i förarmästerskapet, vilket totalt sett var hans bästa placering. Sitt sista F1-lopp körde han i Sverige 1974.
Efter Formel 1-karriären fortsatte Wisell att tävla i sportvagnar runtom i världen. Han körde även i Camaro Cup 1975-1976, både i Sverige och utomlands.
I september 2009 kontrakterades Wisell för att köra "The Race Legends" som skulle ha körts på Anderstorp Raceway i augusti 2010. Arrangemanget fick dock ställas in.

## F1-karriär
| Säsong | Stall/Tillverkare                                                    | Poäng | Placering |
| ------ | -------------------------------------------------------------------- | ----- | --------- |
| 1970   | Lotus-Ford                                                           | 4     | 16        |
| 1971   | Lotus 56B Lotus-Pratt & Whitney                                      | 9     | 12        |
| 1972   | Lotus-Ford BRM                                                       | 0     | –         |
| 1973   | Team Pierre Robert (March-Ford) Clarke-Mordaunt-Guthrie (March-Ford) | 0     | –         |
| 1974   | March-Ford                                                           | 0     | –         |

| 1. USA 1970 | 1. Nederländerna 1971 |